# Servië op de Olympische Zomerspelen 2012
Servië nam deel aan de Olympische Zomerspelen 2012 in Londen, Verenigd Koninkrijk.

## Medailleoverzicht
| Sport       | Olympiër | Onderdeel                  | Medaille |
| ----------- | --- | -------------------------- | -------- |
| Taekwondo   | Milica Mandić | +67kg (v)                  | Goud     |
| Schietsport | Ivana Maksimović | 50m geweer 3 houdingen (v) | Zilver   |
| Schietsport | Andrija Zlatić | 10m luchtpistool (m)       | Brons    |
| Waterpolo   | Milan Aleksić Filip Filipović Živko Gocić Dušan Mandić Stefan Mitrović Slobodan Nikić Duško Pijetlović Gojko Pijetlović Andrija Prlainović Nikola Rađen Aleksa Šaponjić Slobodan Soro Vanja Udovičić | mannen                     | Brons    |

## Deelnemers en resultaten
(m) = mannen, (v) = vrouwen

### Atletiek
| Olympiër          | Onderdeel              | Resultaat | Prestatie |
| ----------------- | ---------------------- | --------- | --- |
| Emir Bekrić       | 400m horden (m)        | 14e       | serie 3: 2de in 49,21 (NR) halve finale 2: 4de in 49,62                                                                       |
| Darko Živanović   | marathon (m)           | DNF       | niet gefinisht |
| Predrag Filipović | 20km snelwandelen (m)  | 48e       | 1:27.22 |
| Nenad Filipović   | 50km snelwandelen (m)  | DNF       | niet gefinisht |
| Dragutin Topić    | hoogspringen (m)       | DNF       | kwalificatie groep B: geen geldige poging                                                                                     |
| Asmir Kolašinac   | kogelstoten (m)        | 7e        | kwalificatie groep B: 4de met 20,44m finale: 7de met 20,71m                                                                   |
| Mihail Dudaš      | tienkamp (m)           | DNF       | 100m:' 13de in 10,90 verspringen: 7de met 7,53m kogelstoten: 23ste met 13,76m hoogspringen: 16de met 1,96m 400m: niet gestart |
|                   |                        |           | |
| Marina Munćan     | 1500m (v)              | 24e       | serie 1: 11de in 4.11,25 |
| Olivera Jevtić    | marathon (v)           | DNF       | niet gefinisht |
| Ana Subotić       | marathon (v)           | 71e       | 2:38.22 |
| Ivana Španović    | verspringen (v)        | 8e        | kwalificatie groep A: 5de met 6,41m finale: 8ste met 6,35m                                                                    |
| Biljana Topić     | hink-stap-springen (v) | 25e       | kwalificatie groep B: 15de met 13,66m                                                                                         |
| Dragana Tomašević | discuswerpen (v)       | 19e       | kwalificatie groep B: 11de met 60,53m                                                                                         |
| Tatjana Jelača    | speerwerpen (v)        | 26e       | kwalificatie groep A: 13de met 57,09m                                                                                         |

### Boksen
| Olympiër            | Onderdeel | Resultaat | Prestatie                                                                |
| ------------------- | --------- | --------- | ------------------------------------------------------------------------ |
| Aleksandar Drenovak | -75kg (m) | 9e        | 1ste ronde: W van ECU Delgado: 13-12 2de ronde: V van TUR Kılıçcı: 11-20 |

### Handbal
| Olympiër | Onderdeel | Resultaat | Prestatie |
| --- | --------- | --------- | --- |
| Bojan Beljanski Dalibor Čutura Momir Ilić Nikola Manojlović Dragan Marjanac Dobrivoje Marković Ivan Nikčević Rajko Prodanović Momir Rnić Žarko Šešum Darko Stanić Ivan Stanković Alem Toskić Nenad Vučković Marko Vujin | mannen    | 9e        | groep B: 5de V van Spanje: 21-26 V van Kroatië: 23-31 V van Denemarken: 25-26 W van Zuid-Korea: 28-22 V van Hongarije: 23-26 |

| Groep B |            |             |             |             |             |            |            |            |        |
| #       | Land       | Wedstrijden | Wedstrijden | Wedstrijden | Wedstrijden | Doelpunten | Doelpunten | Doelpunten | Punten |
| #       | Land       | G           | W           | G           | V           | V          | T          | Saldo      | Punten |
| 1       | Kroatië    | 5           | 5           | 0           | 0           | 150        | 109        | +41        | 10     |
| 2       | Denemarken | 5           | 4           | 0           | 1           | 124        | 129        | -5         | 8      |
| 3       | Spanje     | 5           | 3           | 0           | 2           | 140        | 126        | +14        | 6      |
| 4       | Hongarije  | 5           | 2           | 0           | 3           | 114        | 128        | -14        | 4      |
| 5       | Servië     | 5           | 1           | 0           | 4           | 120        | 131        | -11        | 2      |
| 6       | Zuid-Korea | 5           | 0           | 0           | 5           | 115        | 140        | -25        | 0      |

| Ronde      | Datum  | Plaats     | Land  | Score      | Land |
| ---------- | ------ | ---------- | ----- | ---------- | ---- |
| Groepsfase |        |            |       |            |      |
| 29 juli    | Londen | Spanje     | 26-21 | Servië     |      |
| 31 juli    | Londen | Servië     | 23-31 | Kroatië    |      |
| 2 augustus | Londen | Servië     | 25-26 | Denemarken |      |
| 4 augustus | Londen | Zuid-Korea | 22-28 | Servië     |      |
| 6 augustus | Londen | Hongarije  | 26-23 | Servië     |      |

### Judo
| Olympiër            | Onderdeel | Resultaat | Prestatie                                                             |
| ------------------- | --------- | --------- | --------------------------------------------------------------------- |
| Dmitrij Gerasimenko | -90kg (m) | 9e        | 1ste ronde: W van CIV Kone: ippon 2de ronde: V van CUB González: yuko |

### Kanovaren
| Olympiër                                                    | Onderdeel     | Resultaat | Prestatie                                                                          |
| ----------------------------------------------------------- | ------------- | --------- | ---------------------------------------------------------------------------------- |
| Marko Novaković                                             | K-1 200m (m)  | 7e        | serie 2: 2de in 35,212 halve finale 1: 3de in 36,293 finale: 7de in 37,094         |
| Marko Tomićević                                             | K-1 1000m (m) | 10e       | serie 1: 2de in 3.30,693 halve finale 2: 7de in 3.43,589 finale B: 2de in 3.30,754 |
| Aleksandar Aleksić Ervin Holpert Dejan Terzić Milenko Zorić | K-4 1000m (m) | 9e        | serie 1: 5de in 3.21,437 halve finale: 7de in 2.56,346                             |
|                                                             |               |           |                                                                                    |
| Nikolina Moldovan                                           | K-1 200m (v)  | 11e       | serie 2: 3de in 42,383 halve finale 2: 4de in 42,394 finale B: 3de in 45,064       |
| Nikolina Moldovan Olivera Moldovan                          | K-2 500m (v)  | 8e        | serie 2: 3de in 1.44,335 halve finale 2: 4de in 1.43,586 finale: 8ste in 1.48,941  |
| Renata Kubik Antonija Nađ Antonija Panda Marta Tibor        | K-4 500m (v)  | 9e        | serie 1: 5de in 1.40,756 halve finale: 7de in 1.33,823                             |

### Roeien
| Olympiër                                            | Onderdeel       | Resultaat | Prestatie |
| --------------------------------------------------- | --------------- | --------- | --- |
| Nenad Beđik Nikola Stojić                           | twee-zonder (m) | 12e       | serie 1: 4de in 6.23,87 herkansingen: 2de in 6.26,61 halve finale 2: 6de in 7.07,78 finale B: niet gestart    |
| Radoje Đerić Goran Jagar Miloš Vasić Miljan Vuković | vier-zonder (m) | 12e       | serie 1: 5de in 5.53,35 herkansingen: 1ste in 6.01,97 halve finale 1: 6de in 6.07,41 finale B: 4de in 6.11,94 |

### Schietsport
| Olympiër            | Onderdeel                  | Resultaat | Prestatie                                                                          |
| ------------------- | -------------------------- | --------- | ---------------------------------------------------------------------------------- |
| Nemanja Mirosavljev | 10m luchtgeweer (m)        | 30e       | kwalificatie: 30ste met 590 punten (100-98-98-97-100-98)                           |
| Nemanja Mirosavljev | 50m geweer 3 houdingen (m) | 23e       | kwalificatie: 23ste met 1162 punten (392-379-391)                                  |
| Nemanja Mirosavljev | 50m geweer liggend (m)     | 10e       | kwalificatie: 10de met 595 punten (100-99-100-97-99-100)                           |
| Damir Mikec         | 50m pistool (m)            | 16e       | kwalificatie: 16de met 558 punten (92-90-94-95-94-93)                              |
| Andrija Zlatić      | 50m pistool (m)            | 6e        | kwalificatie: 3de met 564 punten (92-97-95-91-96-93) finale: 6de met 655,9 punten  |
| Damir Mikec         | 10m luchtpistool (m)       | 17e       | kwalificatie: 17de met 578 punten (97-95-95-99-96-96)                              |
| Andrija Zlatić      | 10m luchtpistool (m)       | Brons     | kwalificatie: 3de met 585 punten (97-96-100-99-96-97) finale: 3de met 685,2 punten |
|                     |                            |           |                                                                                    |
| Andrea Arsović      | 10m luchtgeweer (m)        | 15e       | kwalificatie: 15de met 395 punten (97-98-100-100)                                  |
| Ivana Maksimović    | 10m luchtgeweer (m)        | 37e       | kwalificatie: 37ste met 392 punten (99-97-99-97)                                   |
| Andrea Arsović      | 50m geweer 3 houdingen (v) | 22e       | kwalificatie: 22ste met 577 punten (196-190-191)                                   |
| Ivana Maksimović    | 50m geweer 3 houdingen (v) | Zilver    | kwalificatie: 2de met 590 punten (196-197-197) finale: 2de met 687,2 punten        |
| Zorana Arunović     | 25m pistool (v)            | 4e        | kwalificatie: 8ste met 583 punten (293-290) finale: 4de met 787,3 punten           |
| Jasna Šekarić       | 25m pistool (v)            | 18e       | kwalificatie: 18de met 579 punten (284-295)                                        |
| Zorana Arunović     | 10m luchtpistool (v)       | e7        | kwalificatie: 5d met 385 punten (94-98-96-97) finale: 7de met 485,3 punten         |
| Bobana Veličković   | 10m luchtpistool (v)       | 22e       | kwalificatie: 22ste met 379 punten (93-92-98-96)                                   |

### Taekwondo
| Olympiër         | Onderdeel | Resultaat | Prestatie |
| ---------------- | --------- | --------- | --- |
| Damir Fejzić     | -68kg (m) | 9e        | kwalificatie: W van PER López: 5-3 kwartfinale: V van GBR Stamper: 3-8                                                                              |
|                  |           |           | |
| Dragana Gladović | -57kg (v) | 7e        | kwalificatie: V van GBR Jones: 1-15 herkansingen: V van JPN Hamada: 2-15                                                                            |
| Milica Mandić    | +67kg (v) | Goud      | kwalificatie: W van SAM Crawley: 16-2 kwartfinale: W van MEX Espinoza: 6-4 halve finale: W van RUS Baryshnikova: 11-3 finale: W van FRA Graffe: 9-7 |

### Tafeltennis
| Olympiër               | Onderdeel     | Resultaat | Prestatie                                                                                            |
| ---------------------- | ------------- | --------- | --- |
| Marko Jevtović         | enkelspel (m) | 49e       | voorronde: vrij 1ste ronde: V van BEL Saive: 1-4 (3-11, 11-8, 7-11, 6-11, 8-11)                      |
| Aleksandar Karakašević | enkelspel (m) | 33e       | voorronde: vrij 1ste ronde: vrij 2de ronde: V van HUN Zwickl: 1-4 (10-12, 10-12, 12-10, 8-11, 10-12) |

### Tennis
| Olympiër                        | Onderdeel          | Resultaat | Prestatie |
| ------------------------------- | ------------------ | --------- | --- |
| Novak Đoković                   | enkelspel (m)      | 4e        | 1ste ronde: W van ITA Fognini: 6-7(7), 6-2, 6-2 2de ronde: W van USA Roddick: 6-2, 6-1 3de ronde: W van AUS Hewitt: 4-6, 7-5, 6-1 kwartfinale: W van FRA Tsonga: 6-1, 7-5 halve finale: V van GBR: Murray 5-7, 5-7 bronzen finale: W van ARG del Potro: 5-7, 4-6 |
| Janko Tipsarević                | enkelspel (m)      | 9e        | 1ste ronde: W van ARG Nalbandian: 6-3, 6-4 2de ronde: W van GER Petzschner: 3-6, 6-3, 6-4 3de ronde: V USA Isner: 5-7, 6-7(1e4) |
| Viktor Troicki                  | enkelspel (m)      | 33e       | 1ste ronde: V van ESP Almagro: 4-6, 6-7(3) |
| Novak Đoković Viktor Troicki    | dubbelspel (m)     | 17e       | 1ste ronde: V van SWE Brunström / Lindstedt: 6-7(8), 3-6 |
| Janko Tipsarević Nenad Zimonjić | dubbelspel (m)     | 5e        | 1ste ronde: W van SVK Kližan / Lacko: 6-3, 6-3 2de ronde: W van CAN Nestor/Pospisil: 6-4, 6-7(5), 11-9 kwartfinale: V van FRA Benneteau/Gasquet: 4-6, 6-7(3) |
|                                 |                    |           | |
| Ana Ivanović                    | enkelspel (v)      | 9e        | 1ste ronde: W van USA McHale: 6-4, 7-5 2de ronde: W van GBR Baltacha: 6-4, 7-6(5) 3de ronde: V van BEL Clijsters: 3-6, 4-6 |
| Jelena Janković                 | enkelspel (v)      | 33e       | 1ste ronde: V van USA S Williams: 3-6, 1-6 |
|                                 |                    |           | |
| Ana Ivanović Nenad Zimonjić     | gemengd dubbelspel | 9e        | 1ste ronde: V van IND Mirza / Paes: 2-6, 4-6 |

### Volleybal

#### Mannen
| Olympiër | Onderdeel | Resultaat | Prestatie |
| --- | --------- | --------- | --- |
| Aleksandar Atanasijević Bojan Janić Nikola Kovačević Uroš Kovačević Mihajlo Mitić Miloš Nikić Vlado Petković Marko Podraščanin Milan Rašić Nikola Rosić Dragan Stanković Saša Starović | mannen    | 9e        | groep B: 5de V van Verenigde Staten: 0-3 (17-25, 22-25, 21-21) W van Tunesië: 3-1 (25-15, 25-21, 20-25, 25-18) V van Duitsland: 2-3 (25-22, 29-27, 18-25, 20-25, 18-20) V van Brazilië: 2-3 (25-22, 15-25, 25-20, 22-25, 9-15) V van Rusland: 0-3 (15-25, 20-25, 17-25) |

| Groep B |                  |             |             |             |             |             |             |        |        |        |        |
| #       | Land             | Wedstrijden | Wedstrijden | Wedstrijden | Wedstrijden | Wedstrijden | Wedstrijden | Punten | Punten | Punten | Punten |
| #       | Land             | G           | W           | V           | SW          | SV          | SR          | SPW    | SPL    | Saldo  | Punten |
| 1       | Verenigde Staten | 5           | 4           | 1           | 14          | 4           | +10         | 427    | 370    | +57    | 13     |
| 2       | Brazilië         | 5           | 4           | 1           | 13          | 5           | +8          | 418    | 379    | +39    | 11     |
| 3       | Rusland          | 5           | 4           | 1           | 12          | 5           | +7          | 408    | 352    | +56    | 11     |
| 4       | Duitsland        | 5           | 2           | 3           | 6           | 11          | -5          | 379    | 388    | -9     | 5      |
| 5       | Servië           | 5           | 1           | 4           | 7           | 13          | -6          | 413    | 455    | -42    | 5      |
| 6       | Tunesië          | 5           | 0           | 5           | 1           | 15          | -14         | 294    | 395    | -101   | 0      |

| Ronde      | Datum  | Plaats           | Land | Score     | Land |
| ---------- | ------ | ---------------- | ---- | --------- | ---- |
| Groepsfase |        |                  |      |           |      |
| 29 juli    | Londen | Verenigde Staten | 3-0  | Servië    |      |
| 31 juli    | Londen | Servië           | 3-1  | Tunesië   |      |
| 2 augustus | Londen | Servië           | 2-3  | Duitsland |      |
| 4 augustus | Londen | Brazilië         | 3-2  | Servië    |      |
| 6 augustus | Londen | Rusland          | 3-0  | Servië    |      |

#### Vrouwen
| Olympiër | Onderdeel | Resultaat | Prestatie |
| --- | --------- | --------- | --- |
| Jelena Blagojević Jovana Brakočević Suzana Ćebić Ivana Đerisilo Nataša Krsmanović Brankica Mihajlović Maja Ognjenović Milena Rašić Sanja Starović Stefana Veljković Jovana Vesović Bojana Živković | vrouwen   | 11e       | groep B: 6de V van China: 1-3 (25-16, 18-25, 13-25, 12-25) V van Zuid-Korea: 1-3 (12-25, 16-25, 25-16, 21-25) V van Turkije: 0-3 (20-25, 12-25, 21-25) V van Verenigde Staten: 0-3 (17-25, 20-25, 16-25) V van Brazilië: 0-3 (10-25, 22-25, 16-25) |

| Groep B |                  |             |             |             |             |             |             |        |        |        |        |
| #       | Land             | Wedstrijden | Wedstrijden | Wedstrijden | Wedstrijden | Wedstrijden | Wedstrijden | Punten | Punten | Punten | Punten |
| #       | Land             | G           | W           | V           | SW          | SV          | SR          | SPW    | SPL    | Saldo  | Punten |
| 1       | Verenigde Staten | 5           | 5           | 0           | 15          | 2           | +13         | 426    | 345    | +81    | 15     |
| 2       | China            | 5           | 3           | 2           | 11          | 10          | +1          | 475    | 461    | +14    | 9      |
| 3       | Zuid-Korea       | 5           | 2           | 3           | 11          | 10          | +1          | 449    | 452    | -3     | 8      |
| 4       | Brazilië         | 5           | 3           | 2           | 10          | 10          | 0           | 447    | 420    | +27    | 7      |
| 5       | Turkije          | 5           | 2           | 3           | 9           | 11          | -2          | 434    | 443    | -9     | 6      |
| 6       | Servië           | 5           | 0           | 5           | 2           | 15          | -13         | 297    | 407    | -110   | 0      |

| Ronde      | Datum  | Plaats           | Land | Score      | Land |
| ---------- | ------ | ---------------- | ---- | ---------- | ---- |
| Groepsfase |        |                  |      |            |      |
| 28 juli    | Londen | China            | 3-1  | Servië     |      |
| 30 juli    | Londen | Servië           | 1-3  | Zuid-Korea |      |
| 1 augustus | Londen | Servië           | 0-3  | Turkije    |      |
| 3 augustus | Londen | Verenigde Staten | 3-0  | Servië     |      |
| 5 augustus | Londen | Brazilië         | 3-0  | Servië     |      |

### Waterpolo
| Olympiër | Onderdeel | Resultaat | Prestatie |
| --- | --------- | --------- | --- |
| Milan Aleksić Filip Filipović Živko Gocić Dušan Mandić Stefan Mitrović Slobodan Nikić Duško Pijetlović Gojko Pijetlović Andrija Prlainović Nikola Rađen Aleksa Šaponjić Slobodan Soro Vanja Udovičić | mannen    | Brons     | groep A: 1ste W van Hongarije: 14-10 W van Groot-Brittannië: 21-7 G van Montenegro: 11-11 W van Verenigde Staten: 11-6 W van Roemenië: 12-4 kwartfinale: W van Australië: 11-8 halve finale: V van Italië: 7-9 bronzen finale: W van Montenegro: 12-11 |

| Groep A |                  |             |             |             |             |        |        |        |        |
| #       | Land             | Wedstrijden | Wedstrijden | Wedstrijden | Wedstrijden | Punten | Punten | Punten | Punten |
| #       | Land             | G           | W           | G           | V           | V      | T      | Saldo  | Punten |
| 1       | Servië           | 5           | 4           | 1           | 0           | 69     | 38     | +31    | 9      |
| 2       | Montenegro       | 5           | 3           | 1           | 1           | 54     | 41     | +13    | 7      |
| 3       | Hongarije        | 5           | 3           | 0           | 2           | 65     | 52     | +13    | 6      |
| 4       | Verenigde Staten | 5           | 3           | 0           | 2           | 43     | 44     | −1     | 6      |
| 5       | Roemenië         | 5           | 1           | 0           | 4           | 48     | 55     | −7     | 2      |
| 6       | Groot-Brittannië | 5           | 0           | 0           | 5           | 28     | 77     | −49    | 0      |

| Ronde          | Datum  | Plaats     | Land  | Score            | Land |
| -------------- | ------ | ---------- | ----- | ---------------- | ---- |
| Groepsfase     |        |            |       |                  |      |
| 29 juli        | Londen | Hongarije  | 10-14 | Servië           |      |
| 31 juli        | Londen | Servië     | 21-7  | Groot-Brittannië |      |
| 2 augustus     | Londen | Montenegro | 11-11 | Servië           |      |
| 4 augustus     | Londen | Servië     | 11-6  | Verenigde Staten |      |
| 6 augustus     | Londen | Roemenië   | 4-12  | Servië           |      |
| Kwartfinale    |        |            |       |                  |      |
| 8 augustus     | Londen | Australië  | 8-11  | Servië           |      |
| Halve finale   |        |            |       |                  |      |
| 10 augustus    | Londen | Italië     | 9-7   | Servië           |      |
| Bronzen finale |        |            |       |                  |      |
| 12 augustus    | Londen | Montenegro | 11-12 | Servië           |      |

### Wielersport
| Olympiër    | Onderdeel        | Resultaat | Prestatie   |
| ----------- | ---------------- | --------- | ----------- |
| Gabor Kasa  | wegwedstrijd (m) | DNF       | buiten tijd |
| Ivan Stević | wegwedstrijd (m) | 54e       | 5:46.37     |

### Worstelen
| Olympiër              | Onderdeel      | Resultaat      | Prestatie                                |
| Grieks-Romeins        | Grieks-Romeins | Grieks-Romeins | Grieks-Romeins                           |
| --------------------- | -------------- | -------------- | ---------------------------------------- |
| Aleksandar Maksimović | -66kg          | 16e            | kwalificatie: V van KAZ Bayakhmetov: 0-3 |

### Zwemmen
| Olympiër                                                        | Onderdeel             | Resultaat | Prestatie                                                                           |
| --------------------------------------------------------------- | --------------------- | --------- | ----------------------------------------------------------------------------------- |
| Radovan Siljevski                                               | 200m vrije slag (m)   | 32e       | serie 2: 2de in 1.51,40                                                             |
| Đorđe Marković                                                  | 400m vrije slag (m)   | 22e       | serie 2: 7de in 3.55,35                                                             |
| Čaba Silađi                                                     | 100m schoolslag (m)   | 31e       | serie 2: 2de in 1.01,95                                                             |
| Milorad Čavić                                                   | 100m vlinderslag (m)  | 4e        | serie 6: 2de in 51,90 halve finale 2: 3de in 51,66 finale: 4de in 51,81             |
| Ivan Lenđer                                                     | 100m vlinderslag (m)  | 18e       | serie 5: 5de in 52,40                                                               |
| Velimir Stjepanović                                             | 200m vlinderslag (m)  | 6e        | serie 3: 1ste in 1.54,99 (NR) halve finale 2: 4de in 1.55,13 finale: 6de in 1.55,07 |
| Milorad Čavić Ivan Lenđer Radovan Siljevski Velimir Stjepanović | 4x100m vrije slag (m) | 13e       | serie 2: 7de in 3.18,79 (NR)                                                        |
|                                                                 |                       |           |                                                                                     |
| Miroslava Najdanovski                                           | 50m vrije slag (v)    | 42e       | serie 6: 8ste in 26,46                                                              |
| Miroslava Najdanovski                                           | 100m vrije slag (v)   | 35e       | serie 4: 8ste in 57,45                                                              |
| Nađa Higl                                                       | 200m schoolslag (v)   | 25e       | serie :4 8ste in 2.28,38                                                            |